# Čierne pleso (dolina Zeleného plesa)
Čierne pleso, Veľké Čierne pleso nebo Čierne pleso Kežmarské je jezero v Dolině Zeleného plesa ve Vysokých Tatrách na Slovensku. Má rozlohu 0,2910 ha a je 98 m dlouhé a 38 m široké. Dosahuje maximální hloubky 4 m. Jeho objem činí 5128 m³. Leží v nadmořské výšce 1579 m.

## Okolí
Na severu roste na pobřeží kosodřevina, zatímco zbytek je travnatý a kamenitý. Na jihu se prudce zvedají stěny Malého Kežmarského štítu a Kežmarské kopy. Na západě se ve vzdálenosti 50 m nachází Malé Čierne pleso a o dalších 150 m dál na severozápad Zelené pleso Kežmarské. Na sever a východ klesá Dolina Zeleného plesa.

## Vodní režim
Na západ z plesa odtéká potok do Zeleného plesa Kežmarského. Rozměry jezera v průběhu času zachycuje tabulka:
| Rok     | Měření prováděl   | Rozloha ha | Délka m | Šířka m | Hloubka max.m | Objem m³ |
| ------- | ----------------- | ---------- | ------- | ------- | ------------- | -------- |
| [ 2 ]   | Józef Szaflarski  | 0,31       | 95      | 43      | 3,6           | [ 3 ]    |
| 1961–67 | pracovníci TANAPu | 0,280      | 98      | 38      | 3,6           | [ 3 ]    |
| 2005    | Gregor, Pacl      | 0,2910     | [ 3 ]   | [ 3 ]   | 4,0           | 5128     |

## Přístup
Pleso je přístupné pro veřejnost od 16. června do 31. října po tatranské magisrále:
- od Skalnatého plesa trvá cesta asi 2:00 hodiny,
- od Zeleného plesa trvá cesta asi 10 minut.

## Historie
Název plesa je odvozen od jeho dna, které má barvu tmavé hlíny. Německý a maďarský název plesa odkazuje na Thomase Mauksche.